# Исмаилов, Раджаб
Раджаб Исмаилов — советский хозяйственный, государственный и политический деятель, Герой Социалистического Труда.

## Биография
Родился в 1910 году в селе Джарбоши. Член КПСС с 1939 года.
С 1927 года — на хозяйственной, общественной и политической работе. В 1927—1971 гг. — чабан, бригадир, председатель колхоза
«Коминтерн», председатель сельсовета Ходжабайкул, председатель колхоза имени В. И. Ленина Орджоникидзеабадского района Таджикской ССР.
Указом Президиума Верховного Совета СССР от 11 января 1957 года присвоено звание Героя Социалистического Труда с вручением ордена Ленина и золотой медали «Серп и Молот».
Брат — Карим Исмаилов — дважды Герой Социалистического Труда.
Умер в селе Джарбоши в 1971 году.